# Ailsbach (Lonnerstadt)

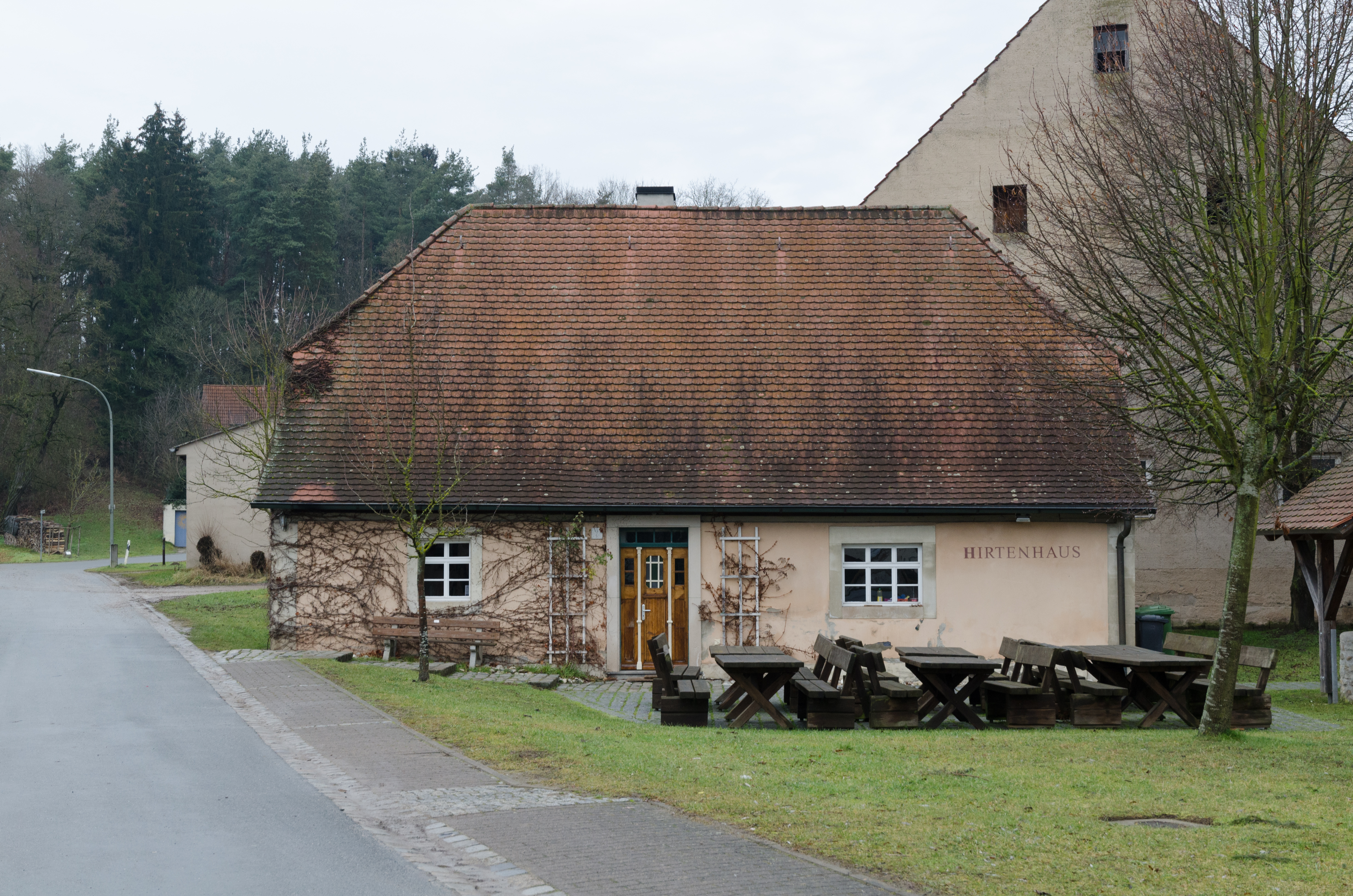
Hirtenhaus

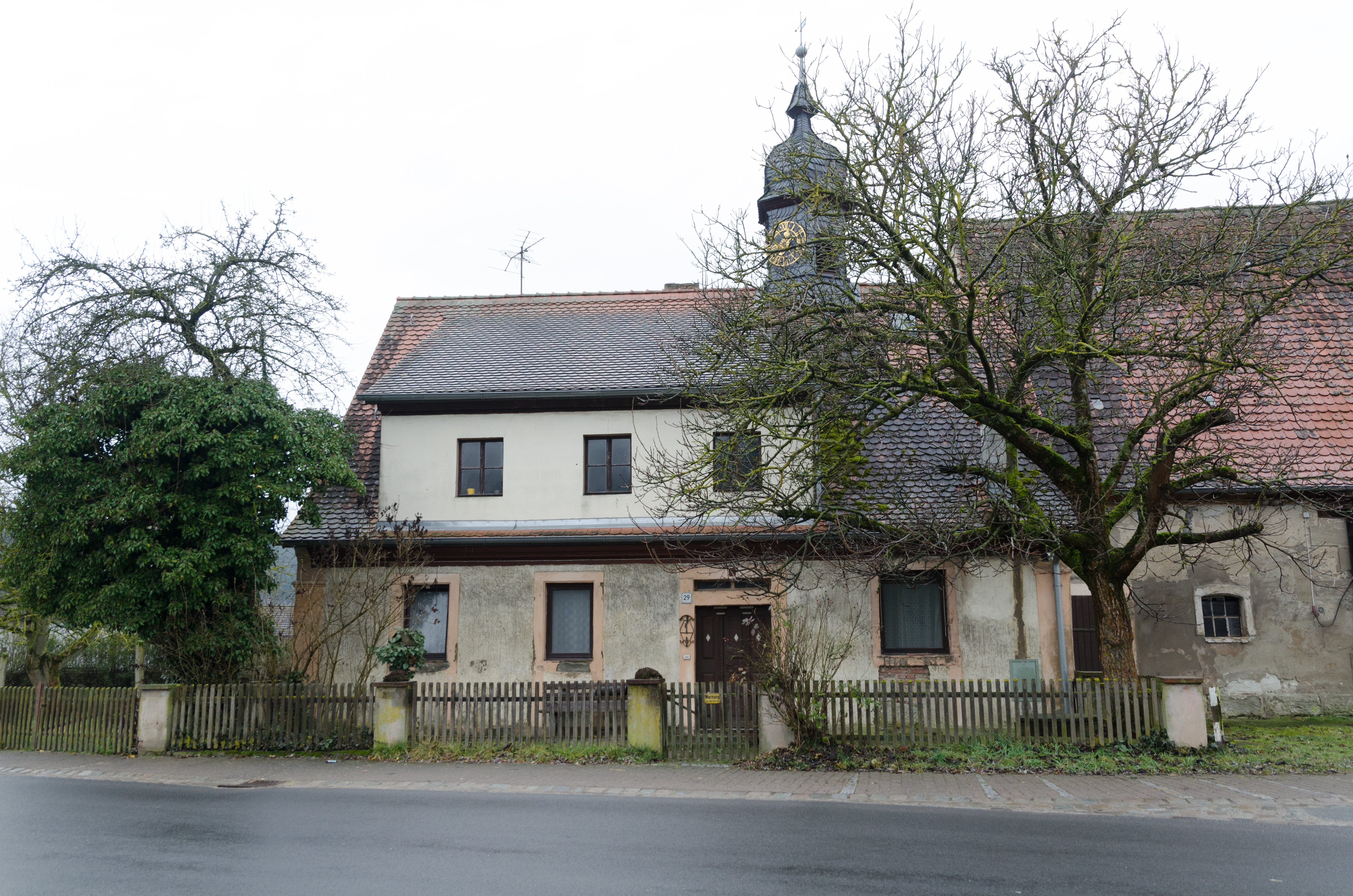
Ehemaliges Gemeindehaus

Ailsbach ist ein Gemeindeteil des Marktes Lonnerstadt im Landkreis Erlangen-Höchstadt (Mittelfranken, Bayern). Ailsbach liegt in der Gemarkung Fetzelhofen.

## Geografie
Das Dorf liegt am Ailsbach, einem linken Zufluss der Kleinen Weisach. Westlich des Ortes liegt das Waldgebiet Höfisches Holz, östlich das Waldgebiet Birkach. Die Kreisstraße ERH 22 verläuft nach Buchfeld (2,1 km nordwestlich) bzw. zur Kreisstraße ERH 18 (1,1 km südöstlich) zwischen Unterwinterbach im Westen und Lonnerstadt im Osten. Eine Gemeindeverbindungsstraße verläuft zur Autobahnraststätte Steigerwald (1,5 km nördlich) und weiter nach Weingartsgreuth (2,5 km nördlich).

## Geschichte
Ailsbach wurde erstmals 1023 in einer Urkunde erwähnt, in der der Wildbann beschrieben wurde, den Kaiser Heinrich II. dem Bistum Würzburg schenkte. Zwischen 1028 und 1039 verkaufte ein Graf Dietrich seine grundherrlichen Ansprüche im Ort an das Kloster Michelsberg. 1217 schenkte der Bamberger Bischof Ekbert dem Kloster die Vogteirechte zur Abhaltung eines Jahrtags. 1348 erhielt Hartung von Egloffstein ein bambergisches Lehen (ein Hof und sechs Güter). 1417 verkaufte Hans von Egloffstein diese Ansprüche an den Nürnberger Patrizier Hans Rummel. Gleichzeitig wurde das Lehen in ein Freieigen umgewandelt.
Gegen Ende des 18. Jahrhunderts gab es in Ailsbach 7 Anwesen (2 Halbhöfe, 4 Sölde, Hirtenhaus). Das Hochgericht übte teils das bambergische Centamt Höchstadt, teils das Castell’sche Cent Burghaslach aus. Die Dorf- und Gemeindeherrschaft sowie die Grundherrschaft über alle Anwesen hatte das nürnbergische Spitalamt Heilig Geist.
Im Rahmen des Gemeindeedikts wurde Ailsbach dem 1808 gebildeten Steuerdistrikt Lonnerstadt und der 1818 gebildeten Ruralgemeinde Fetzelhofen zugeordnet.
Am 1. Januar 1972 wurde Ailsbach im Zuge der Gebietsreform nach Lonnerstadt eingegliedert.

### Baudenkmäler
- Haus Nr. 10: Hirtenhaus Ailsbach
- Haus Nr. 13: Torpfosten
- Haus Nr. 19: Gasthof
- Haus Nr. 29: Ehemaliges Gemeindehaus mit Scheune
- Haus Nr. 43: Hoftorpfosten
- Haus Nr. 59: Hof, Wohnhaus und Nebengebäude

### Einwohnerentwicklung
| Jahr      | 001819 | 001861 | 001871 | 001885 | 001900 | 001925 | 001950 | 001961 | 001970 | 001987 | 002020 |
| Einwohner | 89     | 109    | 127    | 122    | 118    | 111    | 150    | 104    | 105    | 94     | 319    |
| Häuser    |        |        |        | 21     | 19     | 19     | 22     | 22     |        | 51     |        |
| Quelle    | [ 9 ]  | [ 10 ] | [ 11 ] | [ 12 ] | [ 13 ] | [ 14 ] | [ 15 ] | [ 16 ] | [ 17 ] | [ 18 ] | [ 1 ]  |

## Religion
Der Ort ist seit der Reformation evangelisch-lutherisch geprägt und nach St. Oswald  (Lonnerstadt) gepfarrt. Die Einwohner römisch-katholischer Konfession sind nach St. Gertrud (Wachenroth) gepfarrt.